# Антарктична астрономія
Антарктична астрономія — астрономічні спостереження і дослідження, які ведуться на території Антарктиди. Має певні особливості з огляду на унікальність географічного положення, геології та кліматичних умов даного континенту.

## Особливості астрономічних умов
Антарктичний льодовий купол є найбільш сухим і холодним місцем на Землі. Він також має значну товщину: так, полярна станція Амундсен-Скотт, розташована на Південному полюсі, лежить на висоті понад 2800 метрів над рівнем моря.
Такі умови сприяють спостереженням в інфрачервоному, субміліметровому і міліметровому діапазоні, оскільки електромагнітне випромінювання з такими довжинами хвиль поглинається водяною парою, яка в інших регіонах Землі наявна в атмосфері практично постійно, перешкоджаючи спостереженням. В умовах полярної зими в Антарктиді водяна пара практично повністю вимерзає, що створює умови для спостереження таких процесів, як зореутворення в молекулярних хмарах, еволюція протозірок та інших молодих об'єктів. Також в умовах відсутності в атмосфері водяної пари можливе спостереження віддалених об'єктів, видиме світло від яких внаслідок червоного зсуву переходить в довгохвильові діапазони. В умовах континентального полярного клімату також створюються зручні умови для наземного вивчення неоднорідностей реліктового випромінювання.
Крім того, особливістю полярних умов є можливість цілодобового спостереження зоряного неба під час полярної ночі (середина зими) і Сонця під час полярного дня (середина літа).
Кліматичні умови Антарктиди є наближеними до умов, можливих на інших планетах, як у межах Сонячної системи, так і поза нею. Зважаючи на це, дослідження геології і біології Антарктиди є важливим для розвитку астробіології. Крім того, в антарктичних умовах проводяться випробування автоматичних приладів, призначених для дослідження інших небесних тіл.

## Основні місця спостережень і досліджень
Основною організацією, що здійснює астрономічні спостереження в Антарктиці, є Центр астрофізичних досліджень в Антарктиці (англ. Center for Astrophysical Research in Antarctica), розташований на станції Амундсен-Скотт. У розпорядженні астрономів на цій станції 10-метровий радіотелескоп (англ. South Pole Telescope (SPT)). Крім того, на південному полюсі розташована нейтринна обсерваторія IceCube.
На антарктичному льодовому куполі діє також фінансована Китаєм автоматизована обсерваторія PLATO.
Важливе значення для астробіології мають дослідження озера Восток, яке ізольоване від зовнішнього світу під льодовим куполом протягом мільйонів років. Умови там схожі з тими, існування яких передбачається на супутнику Юпітера Європі. Крім того, астробіологічні дослідження ведуться на сухих долинах Мак-Мердо, де, незважаючи на умови, схожі з марсіанськими, існує життя.
Антарктида також є місцем виявлення багатьох метеоритів. Деякі з них, як вважається, раніше були частиною Марса і Місяця. Антарктичний метеорит ALH 84001 деякими вченими розглядається як свідчення існування життя на Марсі у віддаленому минулому цієї планети.